# Barbados ai Giochi della XXIII Olimpiade
Le Barbados parteciparono ai Giochi della XXIII Olimpiade, svoltisi a Los Angeles, Stati Uniti, dal 28 luglio al 12 agosto 1984, con una delegazione di 16 atleti impegnati in sei discipline.